# Билунов, Борис Николаевич
Борис Николаевич Билунов (4 мая 1946 — 10 марта 1992) — советский и российский шахматист, учёный-историк и номенклатурный работник, кандидат исторических наук.

## Биография
Борис Николаевич Билунов родился 4 мая 1946 года <где?>.
Член шахматного клуба МГУ. Выступал за команду армейского спортивного общества. В составе сборной ЦСКА добился главного спортивного достижения: победы в командном чемпионате СССР 1966 г. В 1976 г. получил звание мастера спорта СССР.
Был сотрудником ЦК КПСС.
В качестве учёного-историка занимался изучением русско-болгарских общественно-политических связей в середине XIX в. В 1974 г. в МГУ защитил кандидатскую диссертацию по специальности 07.00.03. Тема диссертации — «Публицистическая деятельность Любена Каравелова в русской периодической печати 60-х годов XIX в.».
Борис Николаевич Билунов умер 10 марта 1992 года <где?>. Похоронен <где?>.

## Книги
- Болгаро-российские общественно-политические связи, 50—70-е гг. XIX в. / [Билунов Б. Н., Забунов И. Д., Зуева Н. В. и др.; Редкол.: Б. Н. Билунов (отв. ред.) и др.]; АН МССР, Ин-т истории им. Я. С. Гросула. — Кишинёв: Штиинца, 1986. — 265 с.
- Болгария и Россия: Сб. тр. Б. Н. Билунова / Составители Р. И. Билунова и др.; [Вступ. ст. Л. В. Гориной]; Рос. акад. наук, Ин-т славяноведения и балканистики, Науч. центр общеславян. исслед. — М.: ИСБ, 1996. — 492 с.; ISBN 5-7576-0035-7.

## Награды и звания
- Мастер спорта СССР, 1976 год

## Семья
- Жена — Римма Ивановна Билунова (21 августа 1940 — 21 декабря 2015) — советская и российская шахматистка, международный мастер среди женщин.
  - Сын — Денис Борисович Билунов (род. 3 мая 1969) — российский оппозиционный политик.

## Примечательная партия
|   | a | b | c | d | e | f | g | h |   |
| - | --- | --- | --- | --- | --- | --- | --- | --- | - |
| 8 | a8 чёрная ладья · c8 чёрный слон · d8 чёрный ферзь · f8 чёрная ладья · g8 чёрный король · a7 чёрная пешка · b7 чёрная пешка · e7 чёрная пешка · f7 чёрная пешка · g7 чёрный слон · h7 чёрная пешка · c6 чёрная пешка · d6 чёрный конь · g6 чёрная пешка · e5 белый конь · h5 белая пешка · c4 белый слон · d4 белая пешка · e4 белый ферзь · c3 белая пешка · a2 белая пешка · b2 белая пешка · f2 белая пешка · g2 белая пешка · a1 белая ладья · c1 белый слон · e1 белый король · h1 белая ладья | a8 чёрная ладья · c8 чёрный слон · d8 чёрный ферзь · f8 чёрная ладья · g8 чёрный король · a7 чёрная пешка · b7 чёрная пешка · e7 чёрная пешка · f7 чёрная пешка · g7 чёрный слон · h7 чёрная пешка · c6 чёрная пешка · d6 чёрный конь · g6 чёрная пешка · e5 белый конь · h5 белая пешка · c4 белый слон · d4 белая пешка · e4 белый ферзь · c3 белая пешка · a2 белая пешка · b2 белая пешка · f2 белая пешка · g2 белая пешка · a1 белая ладья · c1 белый слон · e1 белый король · h1 белая ладья | a8 чёрная ладья · c8 чёрный слон · d8 чёрный ферзь · f8 чёрная ладья · g8 чёрный король · a7 чёрная пешка · b7 чёрная пешка · e7 чёрная пешка · f7 чёрная пешка · g7 чёрный слон · h7 чёрная пешка · c6 чёрная пешка · d6 чёрный конь · g6 чёрная пешка · e5 белый конь · h5 белая пешка · c4 белый слон · d4 белая пешка · e4 белый ферзь · c3 белая пешка · a2 белая пешка · b2 белая пешка · f2 белая пешка · g2 белая пешка · a1 белая ладья · c1 белый слон · e1 белый король · h1 белая ладья | a8 чёрная ладья · c8 чёрный слон · d8 чёрный ферзь · f8 чёрная ладья · g8 чёрный король · a7 чёрная пешка · b7 чёрная пешка · e7 чёрная пешка · f7 чёрная пешка · g7 чёрный слон · h7 чёрная пешка · c6 чёрная пешка · d6 чёрный конь · g6 чёрная пешка · e5 белый конь · h5 белая пешка · c4 белый слон · d4 белая пешка · e4 белый ферзь · c3 белая пешка · a2 белая пешка · b2 белая пешка · f2 белая пешка · g2 белая пешка · a1 белая ладья · c1 белый слон · e1 белый король · h1 белая ладья | a8 чёрная ладья · c8 чёрный слон · d8 чёрный ферзь · f8 чёрная ладья · g8 чёрный король · a7 чёрная пешка · b7 чёрная пешка · e7 чёрная пешка · f7 чёрная пешка · g7 чёрный слон · h7 чёрная пешка · c6 чёрная пешка · d6 чёрный конь · g6 чёрная пешка · e5 белый конь · h5 белая пешка · c4 белый слон · d4 белая пешка · e4 белый ферзь · c3 белая пешка · a2 белая пешка · b2 белая пешка · f2 белая пешка · g2 белая пешка · a1 белая ладья · c1 белый слон · e1 белый король · h1 белая ладья | a8 чёрная ладья · c8 чёрный слон · d8 чёрный ферзь · f8 чёрная ладья · g8 чёрный король · a7 чёрная пешка · b7 чёрная пешка · e7 чёрная пешка · f7 чёрная пешка · g7 чёрный слон · h7 чёрная пешка · c6 чёрная пешка · d6 чёрный конь · g6 чёрная пешка · e5 белый конь · h5 белая пешка · c4 белый слон · d4 белая пешка · e4 белый ферзь · c3 белая пешка · a2 белая пешка · b2 белая пешка · f2 белая пешка · g2 белая пешка · a1 белая ладья · c1 белый слон · e1 белый король · h1 белая ладья | a8 чёрная ладья · c8 чёрный слон · d8 чёрный ферзь · f8 чёрная ладья · g8 чёрный король · a7 чёрная пешка · b7 чёрная пешка · e7 чёрная пешка · f7 чёрная пешка · g7 чёрный слон · h7 чёрная пешка · c6 чёрная пешка · d6 чёрный конь · g6 чёрная пешка · e5 белый конь · h5 белая пешка · c4 белый слон · d4 белая пешка · e4 белый ферзь · c3 белая пешка · a2 белая пешка · b2 белая пешка · f2 белая пешка · g2 белая пешка · a1 белая ладья · c1 белый слон · e1 белый король · h1 белая ладья | a8 чёрная ладья · c8 чёрный слон · d8 чёрный ферзь · f8 чёрная ладья · g8 чёрный король · a7 чёрная пешка · b7 чёрная пешка · e7 чёрная пешка · f7 чёрная пешка · g7 чёрный слон · h7 чёрная пешка · c6 чёрная пешка · d6 чёрный конь · g6 чёрная пешка · e5 белый конь · h5 белая пешка · c4 белый слон · d4 белая пешка · e4 белый ферзь · c3 белая пешка · a2 белая пешка · b2 белая пешка · f2 белая пешка · g2 белая пешка · a1 белая ладья · c1 белый слон · e1 белый король · h1 белая ладья | 8 |
| 7 | a8 чёрная ладья · c8 чёрный слон · d8 чёрный ферзь · f8 чёрная ладья · g8 чёрный король · a7 чёрная пешка · b7 чёрная пешка · e7 чёрная пешка · f7 чёрная пешка · g7 чёрный слон · h7 чёрная пешка · c6 чёрная пешка · d6 чёрный конь · g6 чёрная пешка · e5 белый конь · h5 белая пешка · c4 белый слон · d4 белая пешка · e4 белый ферзь · c3 белая пешка · a2 белая пешка · b2 белая пешка · f2 белая пешка · g2 белая пешка · a1 белая ладья · c1 белый слон · e1 белый король · h1 белая ладья | a8 чёрная ладья · c8 чёрный слон · d8 чёрный ферзь · f8 чёрная ладья · g8 чёрный король · a7 чёрная пешка · b7 чёрная пешка · e7 чёрная пешка · f7 чёрная пешка · g7 чёрный слон · h7 чёрная пешка · c6 чёрная пешка · d6 чёрный конь · g6 чёрная пешка · e5 белый конь · h5 белая пешка · c4 белый слон · d4 белая пешка · e4 белый ферзь · c3 белая пешка · a2 белая пешка · b2 белая пешка · f2 белая пешка · g2 белая пешка · a1 белая ладья · c1 белый слон · e1 белый король · h1 белая ладья | a8 чёрная ладья · c8 чёрный слон · d8 чёрный ферзь · f8 чёрная ладья · g8 чёрный король · a7 чёрная пешка · b7 чёрная пешка · e7 чёрная пешка · f7 чёрная пешка · g7 чёрный слон · h7 чёрная пешка · c6 чёрная пешка · d6 чёрный конь · g6 чёрная пешка · e5 белый конь · h5 белая пешка · c4 белый слон · d4 белая пешка · e4 белый ферзь · c3 белая пешка · a2 белая пешка · b2 белая пешка · f2 белая пешка · g2 белая пешка · a1 белая ладья · c1 белый слон · e1 белый король · h1 белая ладья | a8 чёрная ладья · c8 чёрный слон · d8 чёрный ферзь · f8 чёрная ладья · g8 чёрный король · a7 чёрная пешка · b7 чёрная пешка · e7 чёрная пешка · f7 чёрная пешка · g7 чёрный слон · h7 чёрная пешка · c6 чёрная пешка · d6 чёрный конь · g6 чёрная пешка · e5 белый конь · h5 белая пешка · c4 белый слон · d4 белая пешка · e4 белый ферзь · c3 белая пешка · a2 белая пешка · b2 белая пешка · f2 белая пешка · g2 белая пешка · a1 белая ладья · c1 белый слон · e1 белый король · h1 белая ладья | a8 чёрная ладья · c8 чёрный слон · d8 чёрный ферзь · f8 чёрная ладья · g8 чёрный король · a7 чёрная пешка · b7 чёрная пешка · e7 чёрная пешка · f7 чёрная пешка · g7 чёрный слон · h7 чёрная пешка · c6 чёрная пешка · d6 чёрный конь · g6 чёрная пешка · e5 белый конь · h5 белая пешка · c4 белый слон · d4 белая пешка · e4 белый ферзь · c3 белая пешка · a2 белая пешка · b2 белая пешка · f2 белая пешка · g2 белая пешка · a1 белая ладья · c1 белый слон · e1 белый король · h1 белая ладья | a8 чёрная ладья · c8 чёрный слон · d8 чёрный ферзь · f8 чёрная ладья · g8 чёрный король · a7 чёрная пешка · b7 чёрная пешка · e7 чёрная пешка · f7 чёрная пешка · g7 чёрный слон · h7 чёрная пешка · c6 чёрная пешка · d6 чёрный конь · g6 чёрная пешка · e5 белый конь · h5 белая пешка · c4 белый слон · d4 белая пешка · e4 белый ферзь · c3 белая пешка · a2 белая пешка · b2 белая пешка · f2 белая пешка · g2 белая пешка · a1 белая ладья · c1 белый слон · e1 белый король · h1 белая ладья | a8 чёрная ладья · c8 чёрный слон · d8 чёрный ферзь · f8 чёрная ладья · g8 чёрный король · a7 чёрная пешка · b7 чёрная пешка · e7 чёрная пешка · f7 чёрная пешка · g7 чёрный слон · h7 чёрная пешка · c6 чёрная пешка · d6 чёрный конь · g6 чёрная пешка · e5 белый конь · h5 белая пешка · c4 белый слон · d4 белая пешка · e4 белый ферзь · c3 белая пешка · a2 белая пешка · b2 белая пешка · f2 белая пешка · g2 белая пешка · a1 белая ладья · c1 белый слон · e1 белый король · h1 белая ладья | a8 чёрная ладья · c8 чёрный слон · d8 чёрный ферзь · f8 чёрная ладья · g8 чёрный король · a7 чёрная пешка · b7 чёрная пешка · e7 чёрная пешка · f7 чёрная пешка · g7 чёрный слон · h7 чёрная пешка · c6 чёрная пешка · d6 чёрный конь · g6 чёрная пешка · e5 белый конь · h5 белая пешка · c4 белый слон · d4 белая пешка · e4 белый ферзь · c3 белая пешка · a2 белая пешка · b2 белая пешка · f2 белая пешка · g2 белая пешка · a1 белая ладья · c1 белый слон · e1 белый король · h1 белая ладья | 7 |
| 6 | a8 чёрная ладья · c8 чёрный слон · d8 чёрный ферзь · f8 чёрная ладья · g8 чёрный король · a7 чёрная пешка · b7 чёрная пешка · e7 чёрная пешка · f7 чёрная пешка · g7 чёрный слон · h7 чёрная пешка · c6 чёрная пешка · d6 чёрный конь · g6 чёрная пешка · e5 белый конь · h5 белая пешка · c4 белый слон · d4 белая пешка · e4 белый ферзь · c3 белая пешка · a2 белая пешка · b2 белая пешка · f2 белая пешка · g2 белая пешка · a1 белая ладья · c1 белый слон · e1 белый король · h1 белая ладья | a8 чёрная ладья · c8 чёрный слон · d8 чёрный ферзь · f8 чёрная ладья · g8 чёрный король · a7 чёрная пешка · b7 чёрная пешка · e7 чёрная пешка · f7 чёрная пешка · g7 чёрный слон · h7 чёрная пешка · c6 чёрная пешка · d6 чёрный конь · g6 чёрная пешка · e5 белый конь · h5 белая пешка · c4 белый слон · d4 белая пешка · e4 белый ферзь · c3 белая пешка · a2 белая пешка · b2 белая пешка · f2 белая пешка · g2 белая пешка · a1 белая ладья · c1 белый слон · e1 белый король · h1 белая ладья | a8 чёрная ладья · c8 чёрный слон · d8 чёрный ферзь · f8 чёрная ладья · g8 чёрный король · a7 чёрная пешка · b7 чёрная пешка · e7 чёрная пешка · f7 чёрная пешка · g7 чёрный слон · h7 чёрная пешка · c6 чёрная пешка · d6 чёрный конь · g6 чёрная пешка · e5 белый конь · h5 белая пешка · c4 белый слон · d4 белая пешка · e4 белый ферзь · c3 белая пешка · a2 белая пешка · b2 белая пешка · f2 белая пешка · g2 белая пешка · a1 белая ладья · c1 белый слон · e1 белый король · h1 белая ладья | a8 чёрная ладья · c8 чёрный слон · d8 чёрный ферзь · f8 чёрная ладья · g8 чёрный король · a7 чёрная пешка · b7 чёрная пешка · e7 чёрная пешка · f7 чёрная пешка · g7 чёрный слон · h7 чёрная пешка · c6 чёрная пешка · d6 чёрный конь · g6 чёрная пешка · e5 белый конь · h5 белая пешка · c4 белый слон · d4 белая пешка · e4 белый ферзь · c3 белая пешка · a2 белая пешка · b2 белая пешка · f2 белая пешка · g2 белая пешка · a1 белая ладья · c1 белый слон · e1 белый король · h1 белая ладья | a8 чёрная ладья · c8 чёрный слон · d8 чёрный ферзь · f8 чёрная ладья · g8 чёрный король · a7 чёрная пешка · b7 чёрная пешка · e7 чёрная пешка · f7 чёрная пешка · g7 чёрный слон · h7 чёрная пешка · c6 чёрная пешка · d6 чёрный конь · g6 чёрная пешка · e5 белый конь · h5 белая пешка · c4 белый слон · d4 белая пешка · e4 белый ферзь · c3 белая пешка · a2 белая пешка · b2 белая пешка · f2 белая пешка · g2 белая пешка · a1 белая ладья · c1 белый слон · e1 белый король · h1 белая ладья | a8 чёрная ладья · c8 чёрный слон · d8 чёрный ферзь · f8 чёрная ладья · g8 чёрный король · a7 чёрная пешка · b7 чёрная пешка · e7 чёрная пешка · f7 чёрная пешка · g7 чёрный слон · h7 чёрная пешка · c6 чёрная пешка · d6 чёрный конь · g6 чёрная пешка · e5 белый конь · h5 белая пешка · c4 белый слон · d4 белая пешка · e4 белый ферзь · c3 белая пешка · a2 белая пешка · b2 белая пешка · f2 белая пешка · g2 белая пешка · a1 белая ладья · c1 белый слон · e1 белый король · h1 белая ладья | a8 чёрная ладья · c8 чёрный слон · d8 чёрный ферзь · f8 чёрная ладья · g8 чёрный король · a7 чёрная пешка · b7 чёрная пешка · e7 чёрная пешка · f7 чёрная пешка · g7 чёрный слон · h7 чёрная пешка · c6 чёрная пешка · d6 чёрный конь · g6 чёрная пешка · e5 белый конь · h5 белая пешка · c4 белый слон · d4 белая пешка · e4 белый ферзь · c3 белая пешка · a2 белая пешка · b2 белая пешка · f2 белая пешка · g2 белая пешка · a1 белая ладья · c1 белый слон · e1 белый король · h1 белая ладья | a8 чёрная ладья · c8 чёрный слон · d8 чёрный ферзь · f8 чёрная ладья · g8 чёрный король · a7 чёрная пешка · b7 чёрная пешка · e7 чёрная пешка · f7 чёрная пешка · g7 чёрный слон · h7 чёрная пешка · c6 чёрная пешка · d6 чёрный конь · g6 чёрная пешка · e5 белый конь · h5 белая пешка · c4 белый слон · d4 белая пешка · e4 белый ферзь · c3 белая пешка · a2 белая пешка · b2 белая пешка · f2 белая пешка · g2 белая пешка · a1 белая ладья · c1 белый слон · e1 белый король · h1 белая ладья | 6 |
| 5 | a8 чёрная ладья · c8 чёрный слон · d8 чёрный ферзь · f8 чёрная ладья · g8 чёрный король · a7 чёрная пешка · b7 чёрная пешка · e7 чёрная пешка · f7 чёрная пешка · g7 чёрный слон · h7 чёрная пешка · c6 чёрная пешка · d6 чёрный конь · g6 чёрная пешка · e5 белый конь · h5 белая пешка · c4 белый слон · d4 белая пешка · e4 белый ферзь · c3 белая пешка · a2 белая пешка · b2 белая пешка · f2 белая пешка · g2 белая пешка · a1 белая ладья · c1 белый слон · e1 белый король · h1 белая ладья | a8 чёрная ладья · c8 чёрный слон · d8 чёрный ферзь · f8 чёрная ладья · g8 чёрный король · a7 чёрная пешка · b7 чёрная пешка · e7 чёрная пешка · f7 чёрная пешка · g7 чёрный слон · h7 чёрная пешка · c6 чёрная пешка · d6 чёрный конь · g6 чёрная пешка · e5 белый конь · h5 белая пешка · c4 белый слон · d4 белая пешка · e4 белый ферзь · c3 белая пешка · a2 белая пешка · b2 белая пешка · f2 белая пешка · g2 белая пешка · a1 белая ладья · c1 белый слон · e1 белый король · h1 белая ладья | a8 чёрная ладья · c8 чёрный слон · d8 чёрный ферзь · f8 чёрная ладья · g8 чёрный король · a7 чёрная пешка · b7 чёрная пешка · e7 чёрная пешка · f7 чёрная пешка · g7 чёрный слон · h7 чёрная пешка · c6 чёрная пешка · d6 чёрный конь · g6 чёрная пешка · e5 белый конь · h5 белая пешка · c4 белый слон · d4 белая пешка · e4 белый ферзь · c3 белая пешка · a2 белая пешка · b2 белая пешка · f2 белая пешка · g2 белая пешка · a1 белая ладья · c1 белый слон · e1 белый король · h1 белая ладья | a8 чёрная ладья · c8 чёрный слон · d8 чёрный ферзь · f8 чёрная ладья · g8 чёрный король · a7 чёрная пешка · b7 чёрная пешка · e7 чёрная пешка · f7 чёрная пешка · g7 чёрный слон · h7 чёрная пешка · c6 чёрная пешка · d6 чёрный конь · g6 чёрная пешка · e5 белый конь · h5 белая пешка · c4 белый слон · d4 белая пешка · e4 белый ферзь · c3 белая пешка · a2 белая пешка · b2 белая пешка · f2 белая пешка · g2 белая пешка · a1 белая ладья · c1 белый слон · e1 белый король · h1 белая ладья | a8 чёрная ладья · c8 чёрный слон · d8 чёрный ферзь · f8 чёрная ладья · g8 чёрный король · a7 чёрная пешка · b7 чёрная пешка · e7 чёрная пешка · f7 чёрная пешка · g7 чёрный слон · h7 чёрная пешка · c6 чёрная пешка · d6 чёрный конь · g6 чёрная пешка · e5 белый конь · h5 белая пешка · c4 белый слон · d4 белая пешка · e4 белый ферзь · c3 белая пешка · a2 белая пешка · b2 белая пешка · f2 белая пешка · g2 белая пешка · a1 белая ладья · c1 белый слон · e1 белый король · h1 белая ладья | a8 чёрная ладья · c8 чёрный слон · d8 чёрный ферзь · f8 чёрная ладья · g8 чёрный король · a7 чёрная пешка · b7 чёрная пешка · e7 чёрная пешка · f7 чёрная пешка · g7 чёрный слон · h7 чёрная пешка · c6 чёрная пешка · d6 чёрный конь · g6 чёрная пешка · e5 белый конь · h5 белая пешка · c4 белый слон · d4 белая пешка · e4 белый ферзь · c3 белая пешка · a2 белая пешка · b2 белая пешка · f2 белая пешка · g2 белая пешка · a1 белая ладья · c1 белый слон · e1 белый король · h1 белая ладья | a8 чёрная ладья · c8 чёрный слон · d8 чёрный ферзь · f8 чёрная ладья · g8 чёрный король · a7 чёрная пешка · b7 чёрная пешка · e7 чёрная пешка · f7 чёрная пешка · g7 чёрный слон · h7 чёрная пешка · c6 чёрная пешка · d6 чёрный конь · g6 чёрная пешка · e5 белый конь · h5 белая пешка · c4 белый слон · d4 белая пешка · e4 белый ферзь · c3 белая пешка · a2 белая пешка · b2 белая пешка · f2 белая пешка · g2 белая пешка · a1 белая ладья · c1 белый слон · e1 белый король · h1 белая ладья | a8 чёрная ладья · c8 чёрный слон · d8 чёрный ферзь · f8 чёрная ладья · g8 чёрный король · a7 чёрная пешка · b7 чёрная пешка · e7 чёрная пешка · f7 чёрная пешка · g7 чёрный слон · h7 чёрная пешка · c6 чёрная пешка · d6 чёрный конь · g6 чёрная пешка · e5 белый конь · h5 белая пешка · c4 белый слон · d4 белая пешка · e4 белый ферзь · c3 белая пешка · a2 белая пешка · b2 белая пешка · f2 белая пешка · g2 белая пешка · a1 белая ладья · c1 белый слон · e1 белый король · h1 белая ладья | 5 |
| 4 | a8 чёрная ладья · c8 чёрный слон · d8 чёрный ферзь · f8 чёрная ладья · g8 чёрный король · a7 чёрная пешка · b7 чёрная пешка · e7 чёрная пешка · f7 чёрная пешка · g7 чёрный слон · h7 чёрная пешка · c6 чёрная пешка · d6 чёрный конь · g6 чёрная пешка · e5 белый конь · h5 белая пешка · c4 белый слон · d4 белая пешка · e4 белый ферзь · c3 белая пешка · a2 белая пешка · b2 белая пешка · f2 белая пешка · g2 белая пешка · a1 белая ладья · c1 белый слон · e1 белый король · h1 белая ладья | a8 чёрная ладья · c8 чёрный слон · d8 чёрный ферзь · f8 чёрная ладья · g8 чёрный король · a7 чёрная пешка · b7 чёрная пешка · e7 чёрная пешка · f7 чёрная пешка · g7 чёрный слон · h7 чёрная пешка · c6 чёрная пешка · d6 чёрный конь · g6 чёрная пешка · e5 белый конь · h5 белая пешка · c4 белый слон · d4 белая пешка · e4 белый ферзь · c3 белая пешка · a2 белая пешка · b2 белая пешка · f2 белая пешка · g2 белая пешка · a1 белая ладья · c1 белый слон · e1 белый король · h1 белая ладья | a8 чёрная ладья · c8 чёрный слон · d8 чёрный ферзь · f8 чёрная ладья · g8 чёрный король · a7 чёрная пешка · b7 чёрная пешка · e7 чёрная пешка · f7 чёрная пешка · g7 чёрный слон · h7 чёрная пешка · c6 чёрная пешка · d6 чёрный конь · g6 чёрная пешка · e5 белый конь · h5 белая пешка · c4 белый слон · d4 белая пешка · e4 белый ферзь · c3 белая пешка · a2 белая пешка · b2 белая пешка · f2 белая пешка · g2 белая пешка · a1 белая ладья · c1 белый слон · e1 белый король · h1 белая ладья | a8 чёрная ладья · c8 чёрный слон · d8 чёрный ферзь · f8 чёрная ладья · g8 чёрный король · a7 чёрная пешка · b7 чёрная пешка · e7 чёрная пешка · f7 чёрная пешка · g7 чёрный слон · h7 чёрная пешка · c6 чёрная пешка · d6 чёрный конь · g6 чёрная пешка · e5 белый конь · h5 белая пешка · c4 белый слон · d4 белая пешка · e4 белый ферзь · c3 белая пешка · a2 белая пешка · b2 белая пешка · f2 белая пешка · g2 белая пешка · a1 белая ладья · c1 белый слон · e1 белый король · h1 белая ладья | a8 чёрная ладья · c8 чёрный слон · d8 чёрный ферзь · f8 чёрная ладья · g8 чёрный король · a7 чёрная пешка · b7 чёрная пешка · e7 чёрная пешка · f7 чёрная пешка · g7 чёрный слон · h7 чёрная пешка · c6 чёрная пешка · d6 чёрный конь · g6 чёрная пешка · e5 белый конь · h5 белая пешка · c4 белый слон · d4 белая пешка · e4 белый ферзь · c3 белая пешка · a2 белая пешка · b2 белая пешка · f2 белая пешка · g2 белая пешка · a1 белая ладья · c1 белый слон · e1 белый король · h1 белая ладья | a8 чёрная ладья · c8 чёрный слон · d8 чёрный ферзь · f8 чёрная ладья · g8 чёрный король · a7 чёрная пешка · b7 чёрная пешка · e7 чёрная пешка · f7 чёрная пешка · g7 чёрный слон · h7 чёрная пешка · c6 чёрная пешка · d6 чёрный конь · g6 чёрная пешка · e5 белый конь · h5 белая пешка · c4 белый слон · d4 белая пешка · e4 белый ферзь · c3 белая пешка · a2 белая пешка · b2 белая пешка · f2 белая пешка · g2 белая пешка · a1 белая ладья · c1 белый слон · e1 белый король · h1 белая ладья | a8 чёрная ладья · c8 чёрный слон · d8 чёрный ферзь · f8 чёрная ладья · g8 чёрный король · a7 чёрная пешка · b7 чёрная пешка · e7 чёрная пешка · f7 чёрная пешка · g7 чёрный слон · h7 чёрная пешка · c6 чёрная пешка · d6 чёрный конь · g6 чёрная пешка · e5 белый конь · h5 белая пешка · c4 белый слон · d4 белая пешка · e4 белый ферзь · c3 белая пешка · a2 белая пешка · b2 белая пешка · f2 белая пешка · g2 белая пешка · a1 белая ладья · c1 белый слон · e1 белый король · h1 белая ладья | a8 чёрная ладья · c8 чёрный слон · d8 чёрный ферзь · f8 чёрная ладья · g8 чёрный король · a7 чёрная пешка · b7 чёрная пешка · e7 чёрная пешка · f7 чёрная пешка · g7 чёрный слон · h7 чёрная пешка · c6 чёрная пешка · d6 чёрный конь · g6 чёрная пешка · e5 белый конь · h5 белая пешка · c4 белый слон · d4 белая пешка · e4 белый ферзь · c3 белая пешка · a2 белая пешка · b2 белая пешка · f2 белая пешка · g2 белая пешка · a1 белая ладья · c1 белый слон · e1 белый король · h1 белая ладья | 4 |
| 3 | a8 чёрная ладья · c8 чёрный слон · d8 чёрный ферзь · f8 чёрная ладья · g8 чёрный король · a7 чёрная пешка · b7 чёрная пешка · e7 чёрная пешка · f7 чёрная пешка · g7 чёрный слон · h7 чёрная пешка · c6 чёрная пешка · d6 чёрный конь · g6 чёрная пешка · e5 белый конь · h5 белая пешка · c4 белый слон · d4 белая пешка · e4 белый ферзь · c3 белая пешка · a2 белая пешка · b2 белая пешка · f2 белая пешка · g2 белая пешка · a1 белая ладья · c1 белый слон · e1 белый король · h1 белая ладья | a8 чёрная ладья · c8 чёрный слон · d8 чёрный ферзь · f8 чёрная ладья · g8 чёрный король · a7 чёрная пешка · b7 чёрная пешка · e7 чёрная пешка · f7 чёрная пешка · g7 чёрный слон · h7 чёрная пешка · c6 чёрная пешка · d6 чёрный конь · g6 чёрная пешка · e5 белый конь · h5 белая пешка · c4 белый слон · d4 белая пешка · e4 белый ферзь · c3 белая пешка · a2 белая пешка · b2 белая пешка · f2 белая пешка · g2 белая пешка · a1 белая ладья · c1 белый слон · e1 белый король · h1 белая ладья | a8 чёрная ладья · c8 чёрный слон · d8 чёрный ферзь · f8 чёрная ладья · g8 чёрный король · a7 чёрная пешка · b7 чёрная пешка · e7 чёрная пешка · f7 чёрная пешка · g7 чёрный слон · h7 чёрная пешка · c6 чёрная пешка · d6 чёрный конь · g6 чёрная пешка · e5 белый конь · h5 белая пешка · c4 белый слон · d4 белая пешка · e4 белый ферзь · c3 белая пешка · a2 белая пешка · b2 белая пешка · f2 белая пешка · g2 белая пешка · a1 белая ладья · c1 белый слон · e1 белый король · h1 белая ладья | a8 чёрная ладья · c8 чёрный слон · d8 чёрный ферзь · f8 чёрная ладья · g8 чёрный король · a7 чёрная пешка · b7 чёрная пешка · e7 чёрная пешка · f7 чёрная пешка · g7 чёрный слон · h7 чёрная пешка · c6 чёрная пешка · d6 чёрный конь · g6 чёрная пешка · e5 белый конь · h5 белая пешка · c4 белый слон · d4 белая пешка · e4 белый ферзь · c3 белая пешка · a2 белая пешка · b2 белая пешка · f2 белая пешка · g2 белая пешка · a1 белая ладья · c1 белый слон · e1 белый король · h1 белая ладья | a8 чёрная ладья · c8 чёрный слон · d8 чёрный ферзь · f8 чёрная ладья · g8 чёрный король · a7 чёрная пешка · b7 чёрная пешка · e7 чёрная пешка · f7 чёрная пешка · g7 чёрный слон · h7 чёрная пешка · c6 чёрная пешка · d6 чёрный конь · g6 чёрная пешка · e5 белый конь · h5 белая пешка · c4 белый слон · d4 белая пешка · e4 белый ферзь · c3 белая пешка · a2 белая пешка · b2 белая пешка · f2 белая пешка · g2 белая пешка · a1 белая ладья · c1 белый слон · e1 белый король · h1 белая ладья | a8 чёрная ладья · c8 чёрный слон · d8 чёрный ферзь · f8 чёрная ладья · g8 чёрный король · a7 чёрная пешка · b7 чёрная пешка · e7 чёрная пешка · f7 чёрная пешка · g7 чёрный слон · h7 чёрная пешка · c6 чёрная пешка · d6 чёрный конь · g6 чёрная пешка · e5 белый конь · h5 белая пешка · c4 белый слон · d4 белая пешка · e4 белый ферзь · c3 белая пешка · a2 белая пешка · b2 белая пешка · f2 белая пешка · g2 белая пешка · a1 белая ладья · c1 белый слон · e1 белый король · h1 белая ладья | a8 чёрная ладья · c8 чёрный слон · d8 чёрный ферзь · f8 чёрная ладья · g8 чёрный король · a7 чёрная пешка · b7 чёрная пешка · e7 чёрная пешка · f7 чёрная пешка · g7 чёрный слон · h7 чёрная пешка · c6 чёрная пешка · d6 чёрный конь · g6 чёрная пешка · e5 белый конь · h5 белая пешка · c4 белый слон · d4 белая пешка · e4 белый ферзь · c3 белая пешка · a2 белая пешка · b2 белая пешка · f2 белая пешка · g2 белая пешка · a1 белая ладья · c1 белый слон · e1 белый король · h1 белая ладья | a8 чёрная ладья · c8 чёрный слон · d8 чёрный ферзь · f8 чёрная ладья · g8 чёрный король · a7 чёрная пешка · b7 чёрная пешка · e7 чёрная пешка · f7 чёрная пешка · g7 чёрный слон · h7 чёрная пешка · c6 чёрная пешка · d6 чёрный конь · g6 чёрная пешка · e5 белый конь · h5 белая пешка · c4 белый слон · d4 белая пешка · e4 белый ферзь · c3 белая пешка · a2 белая пешка · b2 белая пешка · f2 белая пешка · g2 белая пешка · a1 белая ладья · c1 белый слон · e1 белый король · h1 белая ладья | 3 |
| 2 | a8 чёрная ладья · c8 чёрный слон · d8 чёрный ферзь · f8 чёрная ладья · g8 чёрный король · a7 чёрная пешка · b7 чёрная пешка · e7 чёрная пешка · f7 чёрная пешка · g7 чёрный слон · h7 чёрная пешка · c6 чёрная пешка · d6 чёрный конь · g6 чёрная пешка · e5 белый конь · h5 белая пешка · c4 белый слон · d4 белая пешка · e4 белый ферзь · c3 белая пешка · a2 белая пешка · b2 белая пешка · f2 белая пешка · g2 белая пешка · a1 белая ладья · c1 белый слон · e1 белый король · h1 белая ладья | a8 чёрная ладья · c8 чёрный слон · d8 чёрный ферзь · f8 чёрная ладья · g8 чёрный король · a7 чёрная пешка · b7 чёрная пешка · e7 чёрная пешка · f7 чёрная пешка · g7 чёрный слон · h7 чёрная пешка · c6 чёрная пешка · d6 чёрный конь · g6 чёрная пешка · e5 белый конь · h5 белая пешка · c4 белый слон · d4 белая пешка · e4 белый ферзь · c3 белая пешка · a2 белая пешка · b2 белая пешка · f2 белая пешка · g2 белая пешка · a1 белая ладья · c1 белый слон · e1 белый король · h1 белая ладья | a8 чёрная ладья · c8 чёрный слон · d8 чёрный ферзь · f8 чёрная ладья · g8 чёрный король · a7 чёрная пешка · b7 чёрная пешка · e7 чёрная пешка · f7 чёрная пешка · g7 чёрный слон · h7 чёрная пешка · c6 чёрная пешка · d6 чёрный конь · g6 чёрная пешка · e5 белый конь · h5 белая пешка · c4 белый слон · d4 белая пешка · e4 белый ферзь · c3 белая пешка · a2 белая пешка · b2 белая пешка · f2 белая пешка · g2 белая пешка · a1 белая ладья · c1 белый слон · e1 белый король · h1 белая ладья | a8 чёрная ладья · c8 чёрный слон · d8 чёрный ферзь · f8 чёрная ладья · g8 чёрный король · a7 чёрная пешка · b7 чёрная пешка · e7 чёрная пешка · f7 чёрная пешка · g7 чёрный слон · h7 чёрная пешка · c6 чёрная пешка · d6 чёрный конь · g6 чёрная пешка · e5 белый конь · h5 белая пешка · c4 белый слон · d4 белая пешка · e4 белый ферзь · c3 белая пешка · a2 белая пешка · b2 белая пешка · f2 белая пешка · g2 белая пешка · a1 белая ладья · c1 белый слон · e1 белый король · h1 белая ладья | a8 чёрная ладья · c8 чёрный слон · d8 чёрный ферзь · f8 чёрная ладья · g8 чёрный король · a7 чёрная пешка · b7 чёрная пешка · e7 чёрная пешка · f7 чёрная пешка · g7 чёрный слон · h7 чёрная пешка · c6 чёрная пешка · d6 чёрный конь · g6 чёрная пешка · e5 белый конь · h5 белая пешка · c4 белый слон · d4 белая пешка · e4 белый ферзь · c3 белая пешка · a2 белая пешка · b2 белая пешка · f2 белая пешка · g2 белая пешка · a1 белая ладья · c1 белый слон · e1 белый король · h1 белая ладья | a8 чёрная ладья · c8 чёрный слон · d8 чёрный ферзь · f8 чёрная ладья · g8 чёрный король · a7 чёрная пешка · b7 чёрная пешка · e7 чёрная пешка · f7 чёрная пешка · g7 чёрный слон · h7 чёрная пешка · c6 чёрная пешка · d6 чёрный конь · g6 чёрная пешка · e5 белый конь · h5 белая пешка · c4 белый слон · d4 белая пешка · e4 белый ферзь · c3 белая пешка · a2 белая пешка · b2 белая пешка · f2 белая пешка · g2 белая пешка · a1 белая ладья · c1 белый слон · e1 белый король · h1 белая ладья | a8 чёрная ладья · c8 чёрный слон · d8 чёрный ферзь · f8 чёрная ладья · g8 чёрный король · a7 чёрная пешка · b7 чёрная пешка · e7 чёрная пешка · f7 чёрная пешка · g7 чёрный слон · h7 чёрная пешка · c6 чёрная пешка · d6 чёрный конь · g6 чёрная пешка · e5 белый конь · h5 белая пешка · c4 белый слон · d4 белая пешка · e4 белый ферзь · c3 белая пешка · a2 белая пешка · b2 белая пешка · f2 белая пешка · g2 белая пешка · a1 белая ладья · c1 белый слон · e1 белый король · h1 белая ладья | a8 чёрная ладья · c8 чёрный слон · d8 чёрный ферзь · f8 чёрная ладья · g8 чёрный король · a7 чёрная пешка · b7 чёрная пешка · e7 чёрная пешка · f7 чёрная пешка · g7 чёрный слон · h7 чёрная пешка · c6 чёрная пешка · d6 чёрный конь · g6 чёрная пешка · e5 белый конь · h5 белая пешка · c4 белый слон · d4 белая пешка · e4 белый ферзь · c3 белая пешка · a2 белая пешка · b2 белая пешка · f2 белая пешка · g2 белая пешка · a1 белая ладья · c1 белый слон · e1 белый король · h1 белая ладья | 2 |
| 1 | a8 чёрная ладья · c8 чёрный слон · d8 чёрный ферзь · f8 чёрная ладья · g8 чёрный король · a7 чёрная пешка · b7 чёрная пешка · e7 чёрная пешка · f7 чёрная пешка · g7 чёрный слон · h7 чёрная пешка · c6 чёрная пешка · d6 чёрный конь · g6 чёрная пешка · e5 белый конь · h5 белая пешка · c4 белый слон · d4 белая пешка · e4 белый ферзь · c3 белая пешка · a2 белая пешка · b2 белая пешка · f2 белая пешка · g2 белая пешка · a1 белая ладья · c1 белый слон · e1 белый король · h1 белая ладья | a8 чёрная ладья · c8 чёрный слон · d8 чёрный ферзь · f8 чёрная ладья · g8 чёрный король · a7 чёрная пешка · b7 чёрная пешка · e7 чёрная пешка · f7 чёрная пешка · g7 чёрный слон · h7 чёрная пешка · c6 чёрная пешка · d6 чёрный конь · g6 чёрная пешка · e5 белый конь · h5 белая пешка · c4 белый слон · d4 белая пешка · e4 белый ферзь · c3 белая пешка · a2 белая пешка · b2 белая пешка · f2 белая пешка · g2 белая пешка · a1 белая ладья · c1 белый слон · e1 белый король · h1 белая ладья | a8 чёрная ладья · c8 чёрный слон · d8 чёрный ферзь · f8 чёрная ладья · g8 чёрный король · a7 чёрная пешка · b7 чёрная пешка · e7 чёрная пешка · f7 чёрная пешка · g7 чёрный слон · h7 чёрная пешка · c6 чёрная пешка · d6 чёрный конь · g6 чёрная пешка · e5 белый конь · h5 белая пешка · c4 белый слон · d4 белая пешка · e4 белый ферзь · c3 белая пешка · a2 белая пешка · b2 белая пешка · f2 белая пешка · g2 белая пешка · a1 белая ладья · c1 белый слон · e1 белый король · h1 белая ладья | a8 чёрная ладья · c8 чёрный слон · d8 чёрный ферзь · f8 чёрная ладья · g8 чёрный король · a7 чёрная пешка · b7 чёрная пешка · e7 чёрная пешка · f7 чёрная пешка · g7 чёрный слон · h7 чёрная пешка · c6 чёрная пешка · d6 чёрный конь · g6 чёрная пешка · e5 белый конь · h5 белая пешка · c4 белый слон · d4 белая пешка · e4 белый ферзь · c3 белая пешка · a2 белая пешка · b2 белая пешка · f2 белая пешка · g2 белая пешка · a1 белая ладья · c1 белый слон · e1 белый король · h1 белая ладья | a8 чёрная ладья · c8 чёрный слон · d8 чёрный ферзь · f8 чёрная ладья · g8 чёрный король · a7 чёрная пешка · b7 чёрная пешка · e7 чёрная пешка · f7 чёрная пешка · g7 чёрный слон · h7 чёрная пешка · c6 чёрная пешка · d6 чёрный конь · g6 чёрная пешка · e5 белый конь · h5 белая пешка · c4 белый слон · d4 белая пешка · e4 белый ферзь · c3 белая пешка · a2 белая пешка · b2 белая пешка · f2 белая пешка · g2 белая пешка · a1 белая ладья · c1 белый слон · e1 белый король · h1 белая ладья | a8 чёрная ладья · c8 чёрный слон · d8 чёрный ферзь · f8 чёрная ладья · g8 чёрный король · a7 чёрная пешка · b7 чёрная пешка · e7 чёрная пешка · f7 чёрная пешка · g7 чёрный слон · h7 чёрная пешка · c6 чёрная пешка · d6 чёрный конь · g6 чёрная пешка · e5 белый конь · h5 белая пешка · c4 белый слон · d4 белая пешка · e4 белый ферзь · c3 белая пешка · a2 белая пешка · b2 белая пешка · f2 белая пешка · g2 белая пешка · a1 белая ладья · c1 белый слон · e1 белый король · h1 белая ладья | a8 чёрная ладья · c8 чёрный слон · d8 чёрный ферзь · f8 чёрная ладья · g8 чёрный король · a7 чёрная пешка · b7 чёрная пешка · e7 чёрная пешка · f7 чёрная пешка · g7 чёрный слон · h7 чёрная пешка · c6 чёрная пешка · d6 чёрный конь · g6 чёрная пешка · e5 белый конь · h5 белая пешка · c4 белый слон · d4 белая пешка · e4 белый ферзь · c3 белая пешка · a2 белая пешка · b2 белая пешка · f2 белая пешка · g2 белая пешка · a1 белая ладья · c1 белый слон · e1 белый король · h1 белая ладья | a8 чёрная ладья · c8 чёрный слон · d8 чёрный ферзь · f8 чёрная ладья · g8 чёрный король · a7 чёрная пешка · b7 чёрная пешка · e7 чёрная пешка · f7 чёрная пешка · g7 чёрный слон · h7 чёрная пешка · c6 чёрная пешка · d6 чёрный конь · g6 чёрная пешка · e5 белый конь · h5 белая пешка · c4 белый слон · d4 белая пешка · e4 белый ферзь · c3 белая пешка · a2 белая пешка · b2 белая пешка · f2 белая пешка · g2 белая пешка · a1 белая ладья · c1 белый слон · e1 белый король · h1 белая ладья | 1 |
|   | a | b | c | d | e | f | g | h |   |

В 1962 г. в одном из юниорских соревнований Билунов выиграл красивую партию у другого будущего мастера А. А. Кудряшова.
Билунов — Кудряшов, 1962 г.
В редком варианте защиты Каро — Канн после ходов 1. e4 c6 2. Кc3 d5 3. Фf3 de 4. К:e4 Кd7 5. d4 Кdf6 6. c3 К:e4 7. Ф:e4 черные избрали сомнительный план: 7… g6 (согласно А. М. Константинопольскому и А. П. Вейцу, лучше 7… Кf6 8. Фc2 Сg4! с уравнением) 8. Сc4 Сg7 9. Кf3 Кh6 10. Кe5 0-0. Это дало белым возможность приступить к атаке: 11. h4 Кf5 12. h5. Очевидно, черные рассчитывали на ход 12… Кd6 (см. диаграмму), однако на это белые провели эффектную комбинацию: 13. hg!! К:e4 14. С:f7+ Л:f7 15. gh+ Крf8, и после 16. Сh6! черные сдались.